# Süper Lig 2014-2015
La Süper Lig 2014-2015 (nota anche come Spor Toto Süper Lig 2014-2015 per ragioni di sponsorizzazione) è stata la 57ª edizione della massima divisione del campionato di calcio turco. La stagione è iniziata il 29 agosto 2014 e si è conclusa il 31 maggio 2015. Il Galatasaray ha vinto il suo ventesimo titolo.

## Novità
Al termine della stagione 2013-2014, le tre ultime classificate Elazığspor, Antalyaspor e Kayserispor, sono state retrocesse in TFF 1. Lig. Le 3 squadre promosse dalla TFF 1. Lig sono İstanbul Başakşehir (denominata İstanbul B.B. e parte dell'omonima polisportiva fino all'anno prima), Balıkesirspor e Mersin İdman Yurdu.

## Regolamento
Le 18 squadre si affrontano in un girone all'italiana con gare di andata e ritorno.

Il club campione di Turchia ed il secondo classificato accedono, rispettivamente, alla fase a gironi ed al terzo turno preliminare della UEFA Champions League.

La terza e la quarta posizione danno diritto, rispettivamente, al terzo ed al secondo turno di UEFA Europa League.

La retrocessione in TFF 1. Lig interessa le ultime tre squadre classificate.

## Squadre partecipanti
| Club                 | Città      | Stadio                          | Stagione 2013-2014                    |
| -------------------- | ---------- | ------------------------------- | ------------------------------------- |
| Akhisar Belediyespor | Akhisar    | Manisa 19 Mayıs Stadı           | 10°                                   |
| Balıkesirspor        | Balıkesir  | Balıkesir Atatürk Stadı         | 2° TFF 1.Lig 2013-2014                |
| Beşiktaş             | Istanbul   | Stadio BJK İnönü                | 3°                                    |
| Bursaspor            | Bursa      | Bursa Atatürk Stadyumu          | 8°                                    |
| Çaykur Rizespor      | Rize       | Rize Şehir Stadı                | 12°                                   |
| Eskişehirspor        | Eskişehir  | Eskişehir Atatürk Stadı         | 13°                                   |
| Fenerbahçe           | Istanbul   | Stadio Şükrü Saraçoğlu          | Vincitore Super Lig 2013-2014         |
| Galatasaray          | Istanbul   | Türk Telekom Arena              | 2°                                    |
| Gaziantepspor        | Gaziantep  | Kamil Ocak Stadyumu             | 15°                                   |
| Gençlerbirliği       | Ankara     | Ankara 19 Mayıs Stadyumu        | 9°                                    |
| İstanbul Başakşehir  | Istanbul   | Başakşehir Fatih Terim Stadiumu | Vincitore TFF 1.Lig 2013-2014         |
| Karabükspor          | Karabük    | Necmettin Şeyhoğlu Stadı        | 7°                                    |
| Kasımpaşa            | Istanbul   | Stadio Recep Tayyip Erdoğan     | 6°                                    |
| K. Erciyesspor       | Kayseri    | Stadio Kadir Has                | 14°                                   |
| Konyaspor            | Konya      | Yeni Konyaspor Stadı            | 11°                                   |
| Mersin İ. Yurdu      | Mersin     | Yeni Mersin Stadyumu            | Vincitore playoff TFF 1.Lig 2013-2014 |
| Sivasspor            | Sivas      | Sivas 4 Eylül Stadyumu          | 5°                                    |
| Trabzonspor          | Trebisonda | Stadio Hüseyin Avni Aker        | 4°                                    |

## Classifica
Nota: l'ordinamento dei pari meriti per differenza reti è una ricerca originale. La classifica ufficiale prevede l'ordinamento per classifica avulsa.
|       | Pos. | Squadra              | Pt | G  | V  | N  | P  | GF | GS | DR  |
| ----- | ---- | -------------------- | -- | -- | -- | -- | -- | -- | -- | --- |
|       | 1.   | Galatasaray          | 77 | 34 | 24 | 5  | 5  | 60 | 35 | +25 |
|       | 2.   | Fenerbahçe           | 74 | 34 | 22 | 8  | 4  | 60 | 29 | +31 |
|       | 3.   | Beşiktaş             | 69 | 34 | 21 | 6  | 7  | 55 | 32 | +23 |
|       | 4.   | İstanbul Başakşehir  | 59 | 34 | 15 | 14 | 5  | 49 | 30 | +19 |
| [ 1 ] | 5.   | Trabzonspor          | 57 | 34 | 15 | 12 | 7  | 58 | 48 | +10 |
|       | 6.   | Bursaspor            | 57 | 34 | 16 | 9  | 9  | 69 | 44 | +25 |
|       | 7.   | Mersin İ. Yurdu      | 47 | 34 | 13 | 8  | 13 | 54 | 48 | +6  |
|       | 8.   | Konyaspor            | 46 | 34 | 12 | 10 | 12 | 30 | 39 | -9  |
|       | 9.   | Gençlerbirliği       | 40 | 34 | 10 | 10 | 14 | 46 | 44 | +2  |
|       | 10.  | Gaziantepspor        | 40 | 34 | 11 | 7  | 16 | 31 | 48 | -17 |
|       | 11.  | Eskişehirspor        | 39 | 34 | 9  | 12 | 13 | 45 | 52 | -7  |
|       | 12.  | Akhisar Belediyespor | 38 | 34 | 9  | 11 | 14 | 41 | 51 | -10 |
|       | 13.  | Kasımpaşa            | 37 | 34 | 9  | 10 | 15 | 56 | 73 | -17 |
|       | 14.  | Sivasspor            | 36 | 34 | 9  | 9  | 16 | 43 | 50 | -7  |
|       | 15.  | Çaykur Rizespor      | 36 | 34 | 9  | 9  | 16 | 41 | 55 | -14 |
|       | 16.  | Karabükspor          | 28 | 34 | 7  | 7  | 20 | 44 | 64 | -20 |
|       | 17.  | K. Erciyesspor       | 27 | 34 | 5  | 12 | 17 | 43 | 62 | -19 |
|       | 18.  | Balıkesirspor        | 27 | 34 | 6  | 9  | 19 | 48 | 69 | -21 |

Legenda:

      Campione di Turchia e ammessa alla UEFA Champions League 2015-2016

      Ammessa alla UEFA Champions League 2015-2016

      Ammesse alla UEFA Europa League 2015-2016

      Retrocesse in TFF 1. Lig 2015-2016

## Classifica marcatori
| Gol |  |  | Giocatore               | Squadra     |
| --- |  |  | ----------------------- | ----------- |
| 22  |  |  | Fernandão               | Bursaspor   |
| 18  |  |  | Demba Ba                | Beşiktaş    |
| 17  |  |  | Óscar Cardozo           | Trabzonspor |
| 16  |  |  | Burak Yılmaz            | Galatasaray |
| 14  |  |  | Moussa Sow              | Fenerbahçe  |
| 13  |  |  | Cédric Bakambu          | Bursaspor   |
| 13  |  |  | Aatif Chahechouhe       | Sivasspor   |
| 13  |  |  | Ezequiel Óscar Scarione | Kasımpaşa   |